# Cua ẩn sĩ
Cua ẩn sĩ, hay cua ký cư, cua ẩn cư, ốc mượn hồn, ốc bù chằn (danh pháp khoa học: Paguroidea) là một siêu họ giáp xác decapoda có danh pháp khoa học Paguroidea. Phần lớn 1100 loài có một bụng không đối xứng và, chúng chui vào trong một vỏ ốc rỗng và mang theo vỏ ốc khi di chuyển.

## Mô tả sinh học

### Phân loại
Cua ẩn sĩ được chia thành hai loại theo môi trường sống:
- Sống phần lớn thời gian trên cạn (land hermit crab). Tất cả chúng đều thuộc họ Coenobitidae. Tuy vậy chúng vẫn cần tiếp xúc với cả nước thường lẫn nước mặn để sinh tồn và sinh sản (breed). Chúng có mang (gill) và cần độ ẩm cao (một số loại còn giữ nước trong vỏ của chúng) để cho mang được ẩm để hô hấp nên nếu mang bị khô thì chúng sẽ ngộp thở.[3]. Cách hô hấp này khá giống cách hô hấp qua da của các loài lưỡng cư. Một số loài: cua dừa,...
- Sống trong môi trường nước biển (marine hermit crab) và hiếm khi rời khỏi môi trường này. Chúng chiếm số lượng đông đảo do thuộc các họ còn lại.

### Thức ăn
Cua ẩn sĩ là loài ăn tạp:
Ăn được: Rau củ, hoa quả, trái cây, thịt cá,..
+ Thức ăn từ thực vật cung cấp cho cua ẩn sĩ một lượng vitamin và một số chất khoáng cần thiết như: Rau, cải, củ, quả, trái cây:  Salad, rau muống, càng cua, mồng tơi, dưa leo/dưa chuột, cà chua, cà rốt, bí ngô, ớt chuông, chuối, đu đủ, xoài. Đặc biệt là cơm dừa.
+ Thức ăn từ động vật cung cấp cho ốc mượn vỏ một lượng protein. Chất sắt, chất béo và một số chất cần thiết như: Thịt, thịt heo, thịt bò, thịt gà,...
+ Các loại thức ăn từ  thủy – Hải sản như: Cá, tôm, mực, Cua đồng loại nhỏ, Giun, trùng chỉ.
Không ăn được: Đồ ăn có gia vị, có vị cay, chua, đắng, nhiều dầu mỡ,...
+ Một số loại thức ăn cua ẩn sĩ không ăn được như: Đồ ăn có gia vị, có vị cay, chua, đắng,... Chúng sẽ không thích mùi hương của trái cây có múi như chanh và cam. Chúng cũng không thích mùi thảo mộc (bạc hà, cây hương thảo).

### Kích thước
Cua ẩn sĩ có phạm vi kích thước và hình dạng, từ các loài có một mai (carapace) dài chỉ vài mm đến những loài Coenobita brevimanus, cua dừa (Birgus latro) có thể sống 12-70 năm và có thể đạt đến kích thước của một quả dừa trong đó cua dừa là loài động vật không xương sống trên cạn lớn nhất thế giới.

### Giai đoạn phát triển
Con non phát triển trong các giai đoạn, từ ấu trùng giáp xác (crustacean larvae) diễn ra bên trong trứng. Hầu hết ấu trùng cua ẩn sĩ nở ở giai đoạn thứ ba, giai đoạn zoea. Trong giai đoạn này, cua ấu trùng có nhiều gai (spine) dài, bụng (abdomen) dài hẹp, và râu (antennae) có tua (fringed) lớn. Một vài thay lông (molts) theo sau bởi các giai đoạn ấu trùng cuối cùng (megalopa hoặc post-larva).

### Lột xác
Khoảng thời gian cho 1 lần lột xác là tùy loài cũng như kích thước: Từ 1 đến 2 tuần
Trước khi lột xác, một con cua ẩn sĩ sẽ lưu trữ thêm chất béo và nước trong một "bong bóng" thường là ở phía bên trái của bụng, ngay dưới cặp thứ năm của đôi chân. Những dấu hiệu lột xác khác, chẳng hạn như: Hay bò lang thang, hoạt động của râu ít, và màu da bên ngoài bị xỉn, màu sắc cơ thể chuyển sang màu xám hoặc tái nhợt, đầu chân hoặc càng có màu hơi trắng.
Nhiều con cua ẩn sĩ khi lột xác sẽ tự cô lập mình ra khỏi đàn. Chúng sẽ tự tìm đến một gõ khuất nào đó cho đến ngày lột xác.

### Văn hóa
Truyện cổ tích
Nơi bờ biển xuất hiện một loài tôm giấu mình trong vỏ ốc, lớp vỏ ốc rắn chắc như yêu thương, che chở phần mềm yếu cho nó thể hiện sự mạnh mẽ, rắn rỏi ... Mọi người vẫn thường gọi nó là "ốc mượn hồn" nhưng với dân làng thì đó là chính là chàng trai và cô gái ngày xưa giờ đây đã được ở bên nhau, chàng trai vẫn như lớp vỏ ốc cứng rắn bên ngoài để chở che và làm chỗ dựa cho cô gái thể hiện mình.

#### Phim
- Crazy Joe (Shark Tale)
- Blue Hermit Crab (Little Einsteins: Annie's Love Song).
- Herman (Jungle Beat: The Movie).
- Hermit Crab (Harry and His Bucket Full of Dinosaurs: Underwater Adventure).
- Hermit Crab (Stanley: Growing Pains).
- Red Hermit Crab (Little Einsteins: Annie's Love Song).

#### Kịch
NSƯT Thành Lộc hóa thân thành ốc mượn hồn trong vở kịch Ngày xửa ngày xưa 14: Sơn Tinh Thủy Tinh.